# Tomás Ó Sé
Tomás Ó Sé est un joueur de football gaélique jouant pour le club de An Ghaeltacht GAA et le Comté de Kerry. Il exerce la profession d’enseignant. Ses deux frères Darragh Ó Sé et Marc Ó Sé jouent eux aussi dans l’équipe du Comté de Kerry. Ils sont les neveux du célèbre entraineur Páidí Ó Sé. Tomás Ó Sé a remporté avec son équipe quatre Championnat d’Irlande en 2000, 2004 ,2006 et 2007. Il a par cinq fois été nommé dans l’équipe de l’année (Allstar) en 2004, 2005, 2007, 2008 et 2009.

## Palmarès
Avec Nemo Rangers GAA
Avec Kerry GAA
A titre individuel
Tomás Ó Sé est nommé à cinq reprises dans l'équipe de l'année de la GAA en 2004, 2005, 2007, 2008 et 2009.